# Scaphytopius triangularis
Scaphytopius triangularis är en insektsart som beskrevs av Delong 1945. Scaphytopius triangularis ingår i släktet Scaphytopius och familjen dvärgstritar. Inga underarter finns listade i Catalogue of Life.